# Lijsters (vogels)
Lijsters (Turdidae) zijn een grote familie van meestal middelgrote zangvogels met goed ontwikkelde zang. De echte lijsters zijn kleine tot middelgrote op de grond levende vogels die zich voeden met insecten, kleine ongewervelde dieren en fruit. Sommige soorten, zoals de merel, zijn vertrouwde tuinvogels geworden. 

## Kenmerken
Het juveniele kleed is meestal gevlekt. Bij sommige soorten zijn vrouwtjes en mannetjes gelijk gekleurd. De lichaamslengte varieert van 12,5 tot 30 cm. De snavel is fors en licht gebogen.

## Leefwijze
Voedsel zoeken ze dikwijls op de grond. Ze pikken naar oppervlakteprooien zoals insecten, spinnen, slakken en andere ongewervelden. Ook graven ze bodemprooien op zoals regenwormen en larven. Daarnaast eten ze bessen en fruit (appels, peren). De zaden worden niet verteerd.

## Voortplanting
Het komvormige nest, dat door het vrouwtje wordt gebouwd, bestaat uit grassen en mos en wordt meestal gebouwd in een takvork van een struik of boom. Ook het uitbroeden en grootbrengen van de jongen ziet ze als haar taak. Een legsel bestaat meestal uit drie tot zes effen gekleurde eieren, die ook donkere spikkels kunnen bevatten.

## Verspreiding en leefgebied
Deze vogels komen wereldwijd voor, uitgezonderd op Antarctica en Nieuw-Zeeland. Sommige zijn trekvogels, die in de winter naar het zuiden vliegen, andere soorten zijn weer standvogels. Ze komen voor van woestijnen en toendra's tot het tropisch regenwoud.

### Nederland
De volgende soorten komen in Nederland voor:
- Echte lijsters (Turdus)
  - Zanglijster (T. philomelos)
  - Koperwiek (T. iliacus) – alleen wintergast
  - Grote lijster (T. viscivorus)
  - Kramsvogel (T. pilaris)
  - Merel (T. merula)
  - Beflijster (T. torquatus) – alleen doortrekker
  - Zwartkeellijster (T. atrogularis) – zeer zeldzame dwaalgast
  - Vale lijster (T. obscurus) – zeer zeldzame dwaalgast
  - Bruine lijster (T. eunomus) – zeer zeldzame dwaalgast
- Zoothera
  - Goudlijster (Zoothera aurea) – zeer zeldzame dwaalgast
- Geokichla
  - Siberische lijster (Geokichla sibirica) - zeer zeldzame dwaalgast

## Taxonomie
De familie (vooral het geslacht Turdus) heeft een kosmopolitische verspreiding, met soorten in Amerika, Europa, Azië, Afrika en Australië. Verschillende soorten hebben ook een aantal oceanische eilanden gekoloniseerd. Twee Turdus-soorten zijn geïntroduceerd in Nieuw-Zeeland. Veel soorten die in noordelijke streken broeden, zijn trekvogels vaak over aanzienlijke afstanden.
De familie telt meer dan 170 soorten. Deze groep wordt ook wel de echte lijsters genoemd omdat vroeger bij deze familie een grote groep kleine zangvogels behoorde die ook wel de kleine lijsterachtigen werd genoemd. Deze onderfamilie, de Saxicolinae behoort nu tot de vliegenvangerfamilie (Muscicapidae). Beide families behoren overigens wel tot dezelfde superfamilie, de Muscicapoidea.

### Lijst met geslachten
De volgende geslachten zijn bij de familie ingedeeld:
- Geslacht: Catharus
- Geslacht: Chlamydochaera
- Geslacht: Cichlopsis
- Geslacht: Cochoa
- Geslacht: Entomodestes
- Geslacht: Geokichla
- Geslacht: Grandala
- Geslacht: Hylocichla
- Geslacht: Ixoreus
- Geslacht: Myadestes
- Geslacht: Neocossyphus
- Geslacht: Pinarornis
- Geslacht: Ridgwayia
- Geslacht: Sialia
- Geslacht: Stizorhina
- Geslacht: Turdus
- Geslacht: Zoothera

## Afbeeldingen

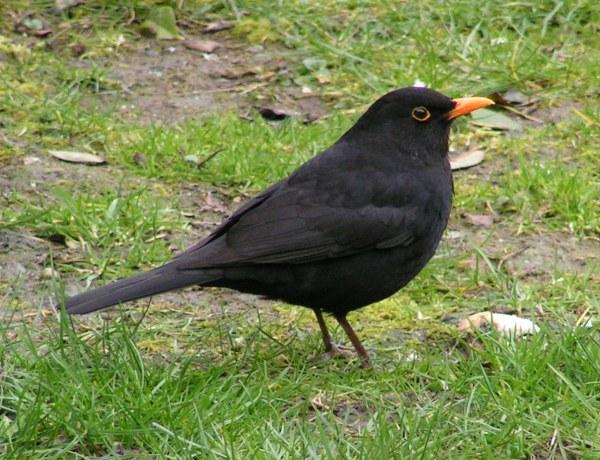
Merel (Turdus merula)
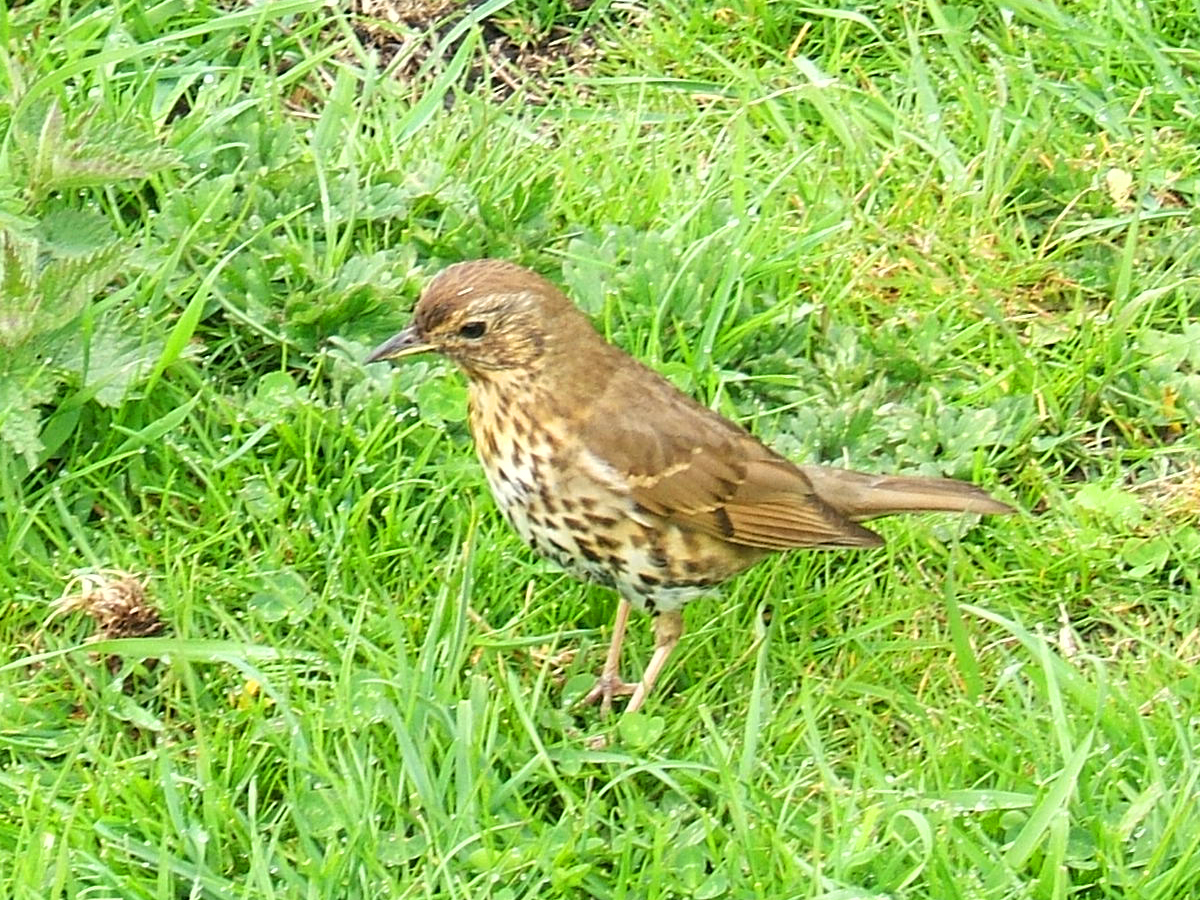
Zanglijster (Turdus philomelos)
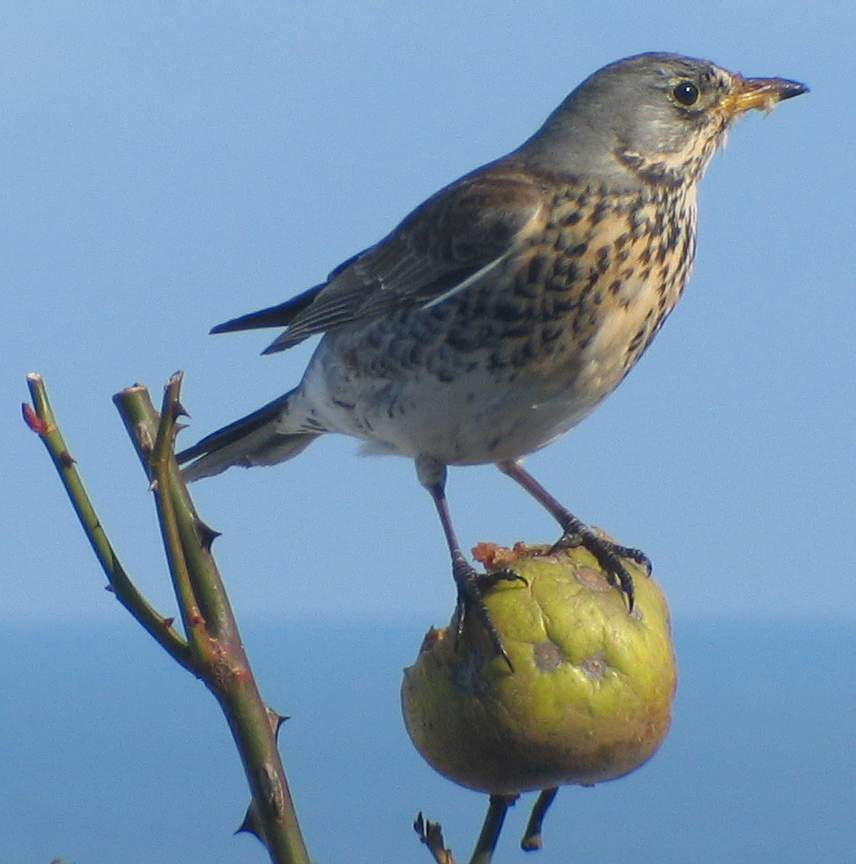
Kramsvogel (urdus pilaris)
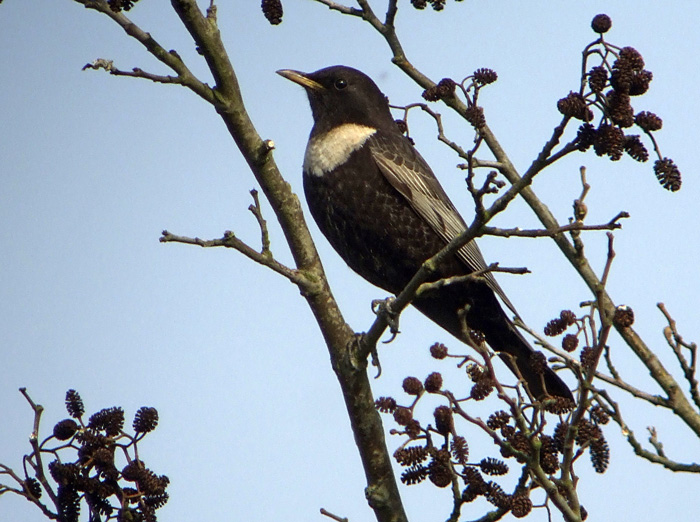
Beflijster (Turdus torquatus)

Acanthisittidae (Rotswinterkoningen) · Acanthizidae (Australische zangers) · Acrocephalidae (Rietzangers) · Aegithalidae (Staartmezen) · Aegithinidae (Iora's) · Alaudidae (Leeuweriken) · Alcippeidae (Alcippes) · Artamidae (Spitsvogels) ·  Atrichornithidae (Doornkruipers) · Bernieridae (Madagaskarzangers) · Bombycillidae (Pestvogels) · Buphagidae (Ossenpikkers) · Calcariidae (IJsgorzen) · Callaeidae (Nieuw-Zeelandse lelvogels) · Calyptomenidae (Afrikaanse breedbekken) · Calyptophilidae (Tapuittangaren) · Campephagidae (Rupsvogels) · Cardinalidae (Kardinaalachtigen) · Certhiidae (Echte boomkruipers) · Cettiidae (Struikzangers) · Chaetopidae (Rotsspringers) · Chloropseidae (Bladvogels) · Cinclidae (Waterspreeuwen) · Cinclosomatidae (Kwartellijsters) · Cisticolidae (Graszangers) · Climacteridae (Australische kruipers) · Cnemophilidae (Satijnvogels) · Conopophagidae (Muggeneters) · Corcoracidae (Slijknestkraaien) · Corvidae (Kraaien) · Cotingidae (Cotinga's) · Dasyornithidae (Borstelvogels) · Dicaeidae (Bastaardhoningvogels) · Dicruridae (Drongo's) · Donacobiidae (Zwartkopdonacobius) · Dulidae (Palmtapuiten) · Elachuridae (Elachura) · Emberizidae (Gorzen) · Erythrocercidae (Elfmonarchen) · Estrildidae (Prachtvinken) · Eulacestomatidae (Leldikkop) · Eupetidae (Ralbabbelaars) · Eurylaimidae (Breedbekken en hapvogels) · Falcunculidae (Harlekijndikkoppen) · Formicariidae (Mierlijsters) · Fringillidae (Vinkachtigen) · Furnariidae (Ovenvogels) · Grallariidae (Mierpitta's) · Hirundinidae (Zwaluwen) · Hyliidae (Hylia's) · Hyliotidae (Hyliota's) · Hylocitreidae (Bessendikkop) · Hypocoliidae (Zijdestaarten) · Icteridae (Troepialen) · Icteriidae (Geelborstzanger) · Ifritidae (Ifrita) · Irenidae (Irena's) · Laniidae (Klauwieren) · Leiothrichidae (Babbelaars) · Locustellidae (Sprinkhaanzangers) · Machaerirhynchidae (Bootsnavels) · Macrosphenidae (Afrikaanse zangers) · Malaconotidae (Bosklauwieren) · Maluridae (Elfjes)    · Melampittidae (Paradijspitta's) · Melanocharitidae (Bessenpikkers) · Melanopareiidae (Maansluipers) · Meliphagidae (Honingeters) · Menuridae (Liervogels) · Mimidae (Spotlijsters) · Mitrospingidae (Mitrospingustangaren) · Modulatricidae (Vlekkeellijsters) · Mohoidae (O'o's) · Mohouidae (Mohoua's) · Monarchidae (Monarchen) · Motacillidae (Kwikstaarten en piepers) · Muscicapidae (Vliegenvangers) · Nectariniidae (Honingzuigers) · Neosittidae (Boomlopers) · Nesospingidae (Puertoricaanse tangare) ·  Nicatoridae (Nicators) · Notiomystidae (Hihi) · Onychorhynchidae (Kroontirannen) ·  Oreoicidae (Oreoica's) · Oriolidae (Wielewalen en vijgvogels) · Orthonychidae (Stronklopers) · Oxyruncidae (Scherpsnavel) ·  Pachycephalidae (Dikkoppen en fluiters) · Panuridae (Baardmannetje) · Paradisaeidae (Paradijsvogels) · Paradoxornithidae (Diksnavelmezen) · Paramythiidae (Prachtbessenpikkers) · Pardalotidae (Diamantvogels) · Paridae (Mezen) · Parulidae (Amerikaanse zangers) · Passerellidae (Amerikaanse gorzen) · Passeridae (Mussen) · Pellorneidae (Grondtimalia's) · Petroicidae (Australische vliegenvangers) · Peucedramidae (Oranjekopzanger) · Phaenicophilidae (Hispaniolatangaren) · Philepittidae (Asities) · Phylloscopidae (Boszangers) · Picathartidae (Kaalkopkraaien) · Pipridae (Manakins) · Pittidae (Pitta's) · Pityriasidae (Borstelkop) · Platylophidae (Maleise kuifgaai) · Platysteiridae (Lelvliegenvangers) · Ploceidae (Wevers en verwanten) · Pnoepygidae (Pnoepyga's) · Polioptilidae (Muggenvangers) · Pomatostomidae (Australaziatische babbelaars) · Promeropidae (Afrikaanse suikervogels) · Prunellidae (Heggenmussen) · Psophodidae (Zwiepfluiters) · Ptiliogonatidae (Zijdevliegenvangers) · Ptilonorhynchidae (Prieelvogels) · Pycnonotidae (Buulbuuls) · Regulidae (Goudhaantjes) · Remizidae (Buidelmezen) · Rhagologidae (Geschubde dikkop) · Rhinocryptidae (Tapaculo's) · Rhipiduridae (Waaierstaarten) · Rhodinocichlidae (Troepiaaltangare) · Salpornithidae (Gevlekte boomkruipers) · Sapayoidae (Breedbekmanakin) · Scotocercidae (Maquiszanger) · Sittidae (Boomklevers) · Spindalidae (Spindalissen) · Stenostiridae (Elfvliegenvangers) · Sturnidae (Spreeuwen) · Sylviidae (Grasmussen) · Teretistridae (Cubaanse zangers) · Thamnophilidae (Miervogels) · Thraupidae (Tangaren) · Tichodromidae (Rotskruiper) · Timaliidae (Timalia's) · Tityridae (Tityra's) · Troglodytidae (Winterkoningen) · Turdidae (Lijsters) · Tyrannidae (Tirannen) · Urocynchramidae (Przewalski's roodmus) · Vangidae (Vanga's) · Viduidae (Wida's) · Vireonidae (Vireo's) · Zeledoniidae (Zeledonia) · Zosteropidae (Brilvogels)